# Hebelbund Müllheim
Der Hebelbund Müllheim, meist nur Hebelbund genannt, jedoch nicht zu verwechseln mit dem Hebelbund Lörrach, war eine deutsche literarische Gesellschaft und ein Heimatverein mit Sitz in Müllheim im Südwesten Baden-Württembergs, der sich mit dem Leben und den Schöpfungen Johann Peter Hebels, des bekanntesten alemannischen Dialektdichters, befasste.

## Vereinszweck
Zweck des Vereins war die Ehrung Johann Peter Hebels und die Pflege seiner Dichtung und Sprache. Der Heimatgedanke sollte gefördert werden, wozu auch die Pflege des heimatlichen Brauchtums einschließlich der Markgräfler Tracht gehörte. Weiter befasste man sich mit der Erhaltung der Wahrzeichen der engeren Heimat und der Veranstaltung von Heimatfesten. An den Schulen sollte alemannisches Schrifttum verbreitet werden.

## Geschichte
Bereits am 12. Mai 1948 bildete sich in Müllheim ein Initiativkreis und am 5. Juni 1948 wurde der Verein im historischen Gasthaus zur Alten Post in Müllheim gegründet. Der Präsident des Hebelbundes Lörrach, Richard Nutzinger, nahm den Verein der Hebelfreunde Müllheim als Zweigverein in den Lörracher Hebelbund auf. Als eigenständiger Verein wurde der Hebelbund Müllheim erst am 15. Februar 1955 im Vereinsregister des Amtsgerichts Müllheim eingetragen.
De facto wurde der Verein bereits 1998 aufgelöst. Am 5. August 2004 wurde der Hebelbund Müllheim dann auch im inzwischen zuständigen Vereinsregister Freiburg gelöscht. Die Rechtsnachfolge trat der Markgräfler Museumsverein Müllheim e. V. an.

## Aktivitäten
Jenseits der literarischen Aktivitäten, die ihren Niederschlag in der Zeitschrift des Vereins fanden, betätigte sich der Hebelbund auch handfest bei der Verschönerung des Stadtbildes von Müllheim (Instandsetzung des Hebelparks; Spendensammlung für den Marktplatzbrunnen) und der Pflege von Wahrzeichen im Umfeld der Stadt. Die in den Weinbergen des Markgräflerlandes typischen Wachhäuschen der Bannwarte (alemannisch: Rebbammerthüsli) und Ruhebänke für Wanderer waren Tätigkeitsfelder. Heimat- und Trachtenfeste wurden veranstaltet und für die Schulen Hebelfeiern mit Gedichtvorträgen und Liedern ausgerichtet. In den 1950er-Jahren wurden auch eine Gitarrengruppe und eine Laienspielgruppe ins Leben gerufen.
Auch auf der politischen Ebene wurde der Verein bisweilen aktiv, so 1955 im Zusammenhang mit der schon damals geplanten Auflösung des Landkreises Müllheim, die als „Unfug“ und „Unrecht“ angeprangert wurde.

## Zeitschrift „Die Markgrafschaft“

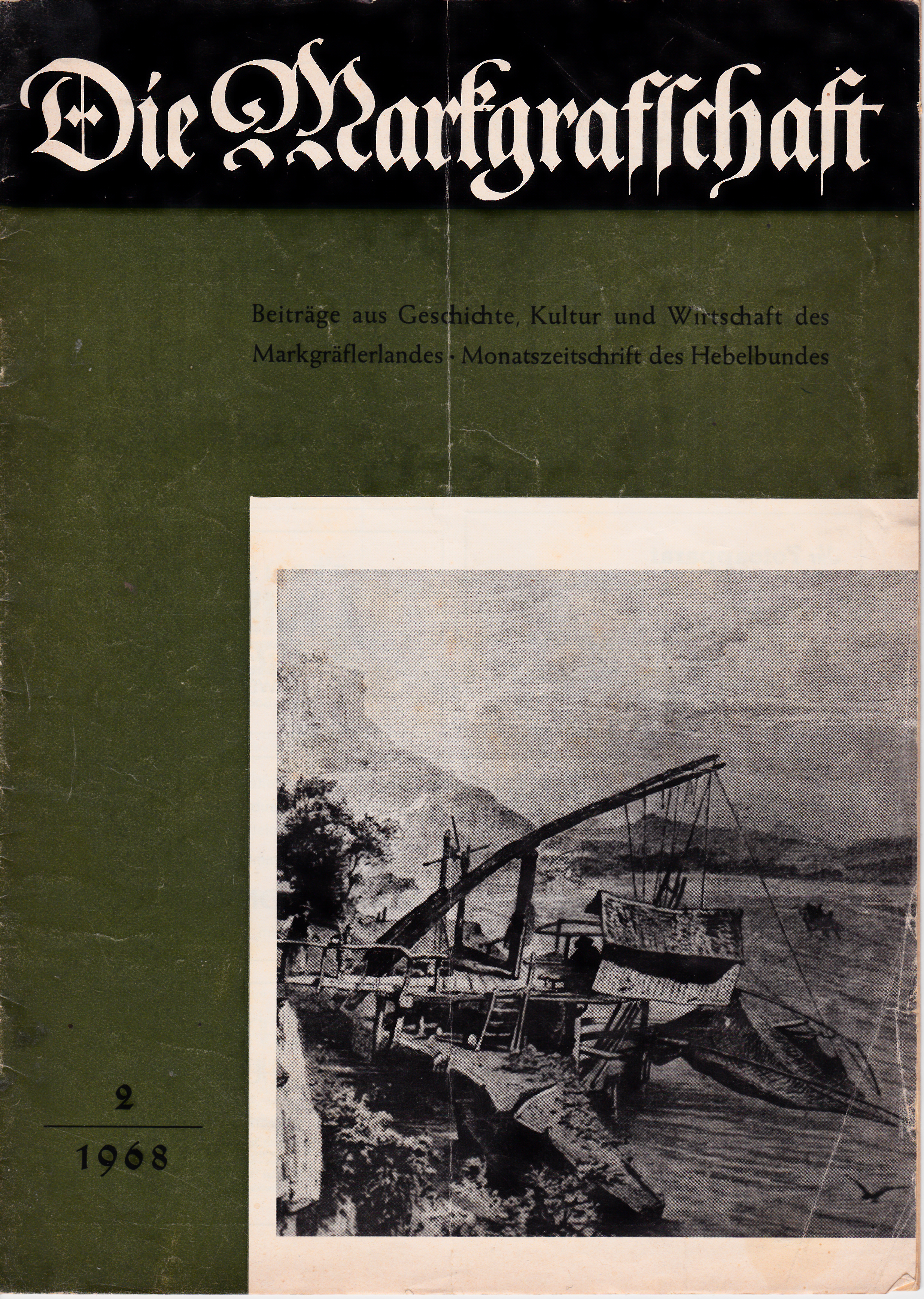
Titelbild der Zeitschrift „Die Markgrafschaft“ Heft 2/1968 mit einem alten Stich (Bild der Hörnli-Woog bei Grenzach)

Im September 1949 erschien das erste Heft der Monatszeitschrift Die Markgrafschaft mit dem Untertitel Heimatpost der Hebelfreunde Müllheim i.B. Die Redaktion hatte Leopold Börsig übernommen.
Ab 1949 gab der Verein die Monatszeitschrift Die Markgrafschaft. Beiträge aus Geschichte, Kultur und Wirtschaft des Markgräflerlandes.  Monatszeitschrift des Hebelbundes heraus die bis Mai 1968 erschien.
Von Heft 12/1950 bis Heft 1/1955 wurde die Zeitschrift zusammen mit dem Hebelbund Lörrach herausgegeben. Die Beendigung der Zusammenarbeit mit dem Hebelbund Lörrach erfolgte im Januar 1955 einerseits wegen der Verluste der Lörracher aus der Herausgabe der Zeitschrift – das Heft wurde stark von Müllheimer Werbeeinnahmen finanziert. Andererseits gab es inhaltliche Differenzen über die Art der Pflege von Hebels Erbe. Die Müllheimer warfen den Lörrachern vor „eine Art Hebel-Industrie“ aufbauen zu wollen. „Wir sehen nicht den mindesten Grund, denjenigen zu folgen, die auf den glatten Prachtstraßen eines zeremoniensüchtigen Prominentenkultes marschieren.“ Gleichwohl wurden auch danach viele Beiträge von Richard Nutzinger veröffentlicht, der Präsident des Lörracher Hebelbundes war.
In den Heften 3/1955 bis 9/1957 veröffentlichte der Schwarzwaldverein Müllheim-Badenweiler e. V. seine Vereinsnachrichten in der Zeitschrift des Müllheimer Hebelbundes. Das Blatt trug den Untertitel Monatszeitschrift des Hebelbundes und des Schwarzwaldvereins.
Als 1968 der Hebelbund Müllheim die Herausgabe seiner Zeitschrift Die Markgrafschaft nicht mehr finanzieren konnte, wurde der Hebelbund Mitherausgeber der Zeitschrift des Geschichtsvereins Markgräflerland Das Markgräflerland.
Sämtliche Hefte von „Die Markgrafschaft“ stehen seit Februar 2021 bei der Universitätsbibliothek Freiburg als Digitalisate zur Verfügung.

### Untertitel
- Heimatpost der Hebelfreunde Müllheim i.B. (nur Heft 1 und 2/1949)
- Monatszeitschrift für das Markgräflerland (ab Heft 3/1949 bis 11/1950)
- Monatszeitschrift des Hebelbundes (ab Heft 12/1950 bis Heft 2/1955)
- Monatszeitschrift des Hebelbundes und des Schwarzwaldvereins (ab Heft 3/1955 bis Heft 6/1956)
- Monatszeitschrift des Hebelbundes und des Schwarzwaldvereins. Beiträge aus Geschichte, Kultur und Wirtschaft des Markgräflerlandes. (ab Heft 7/1956 bis Heft 9/1956)
- Beiträge aus Geschichte, Kultur und Wirtschaft des Markgräflerlandes. Monatszeitschrift des Hebelbundes. (ab Heft 10/1956 bis Heft 5/1968)

## Vorsitzende = Hebelvögte
- Robert Wäldin[13] (1948–1950)
- Fritz Wolfsberger (1950–1959)
- Ernst Mattmüller[14] (1960–1962)
- Imgraben[15] (1962–1963)
- Julius Kibiger (1963–1983)
- Fritz Muser[16] (1985 bis zur de-facto Auflösung des Hebelbundes 1998)

## Schriftleiter
- Leopold Börsig[17] bis und mit Heft 12/1950 und wieder ab 4/1951 mit Max Demmler für den Lörracher Heimatteil
- Konstantin Schäfer[18] (9/1955–1968) mit Franz Kröhn für den Teil des Schwarzwaldvereins

### Autoren (Auswahl)
- Wilhelm Altwegg (1883–1971), Schweizer Altphilologe, Germanist und Pädagoge
- Emil Baader (1891–1967), Lehrer und Heimatforscher
- Hanns Bastanier (1885–1966), Maler und Grafiker
- Hermann Burte (1879–1960), Dichter, Schriftsteller und Maler
- Albert Eisele (1890–1971), Pädagoge und Heimatforscher
- Robert Feger (1918–1987), Klassischer Philologe, Bibliothekar und Heimatforscher
- Richard Gäng (1899–1983), Lehrer, Heimat- und Mundartdichter
- Johannes Helm (1921–1998), Pädagoge und Heimatforscher
- Paula Hollenweger (1900–1980), Mundartdichterin und Heimatforscherin
- Lina Kromer (1889–1977), Dichterin
- Friedrich Kuhn (1895–1976), Kreisschulrat und Archäologe
- Gerhard Moehring (1921–2023), Historiker und Autor
- Richard Nutzinger (1896–1963), Heimatschriftsteller, alemannischer Dialektdichter und evangelischer Pfarrer
- Max Rieple (1902–1981), Schriftsteller, Lyriker und Übersetzer
- Ernst Scheffelt (1885–1969), deutscher Biologe und Heimatforscher
- Franz Schneller (1889–1968), Dramaturg, Regisseur und Schriftsteller
- Fritz Schülin (1905–1980), Heimatforscher und Pädagoge
- Lucien Sittler (1905–1987), elsässischer Lehrer, Schriftsteller, Stadtarchivar und Redakteur
- Otto Ernst Sutter (1884–1970), Ingenieur, Journalist, Medienreporter und Schriftsteller
- Wilhelm Zentner (1893–1982), Schriftsteller, Dozent und Theater- und Musikkritiker

### Beiträge von (Auswahl)
Ausschnitte von Werken der folgenden Personen wurden in der Zeitschrift abgedruckt.
- Anton Hermann Albrecht (1835–1906), evangelischer Theologe und Dichter
- Waldemar Bonsels (1880–1952), Schriftsteller
- Johann Peter Hebel (1760–1826), Schriftsteller, evangelischer Geistlicher und Lehrer
- Ludwig Fahrenkrog (1867–1952), Maler und Dichter
- Selma Lagerlöf (1858–1940), schwedische Schriftstellerin
- Karl Müller (1881–1955), deutscher Botaniker und Önologe
- Ernst Sander (1898–1976), deutscher Schriftsteller und Übersetzer
- Albert Schweitzer (1875–1965), Arzt, Philosoph, evangelischer Theologe, Organist, Musikwissenschaftler und Pazifist